# 張勛 (成化進士)
張勛（1456年—？），字紀常，直隸保定府完縣人，軍籍，明朝政治人物。進士出身。

## 生平
早年出身縣學增廣生，成化十年（1474年）甲午科順天府鄉試第一百二十三名。成化十一年（1475年）聯捷乙未科會試第七十三名，殿試登進士第三甲第一百五十九名。

## 家族
曾祖父張喜，曾任冠帶。祖父張彬，曾任教授。父亲張官，曾任貢士。